# Leggendario
Leggendario è il terzo album in studio del rapper italiano Side Baby, pubblicato il 13 settembre 2024.

## Tracce
1. Leggendario – 1:35
2. Convoglio (feat. Tony Effe) – 2:57
3. Mary Kate – 2:02
4. NA/RM (feat. Yung Snapp, MV Killa) – 2:59
5. RXX/R1 (feat. Pyrex, Zep Dembo) – 3:08
6. Demone (feat. Disme) – 2:38
7. Guerra (feat. Rasty Kilo) – 3:01
8. Bad Bitch (feat. Niky Savage) – 3:00
9. F**k the Club Up (feat. Diss Gacha) – 2:20
10. Padrino – 2:13
11. Bonnie & Clyde (feat. Mew) – 3:12
12. Miracoli (feat. Franco126) – 3:26
13. Strada Simphony – 2:10

## Classifiche

### Classifiche settimanali
| Classifica (2024) | Posizione massima |
| ----------------- | ----------------- |
| Italia            | 11                |